# غابور هربرت
غابور هربرت (بالمجرية: Herbert Gábor)‏ مواليد 6 فبراير 1979 في المجر، هو لاعب كرة يد مجري. مثل منتخب المجر لكرة اليد.

## سجل المنافسة
شارك في البطولات التالية:
- بطولة العالم لكرة اليد للرجال 2007
- بطولة العالم لكرة اليد للرجال 2009
- بطولة أوروبا لكرة اليد للرجال 2008

## الإنجازات
- الدوري المجري لكرة اليد:
  - الفوز: 2007
  - الوصافة: 2006، 2008، 2009، 2010، 2011